# Hirondelle (vélo)
Pour les articles homonymes, voir Hirondelle (homonymie).

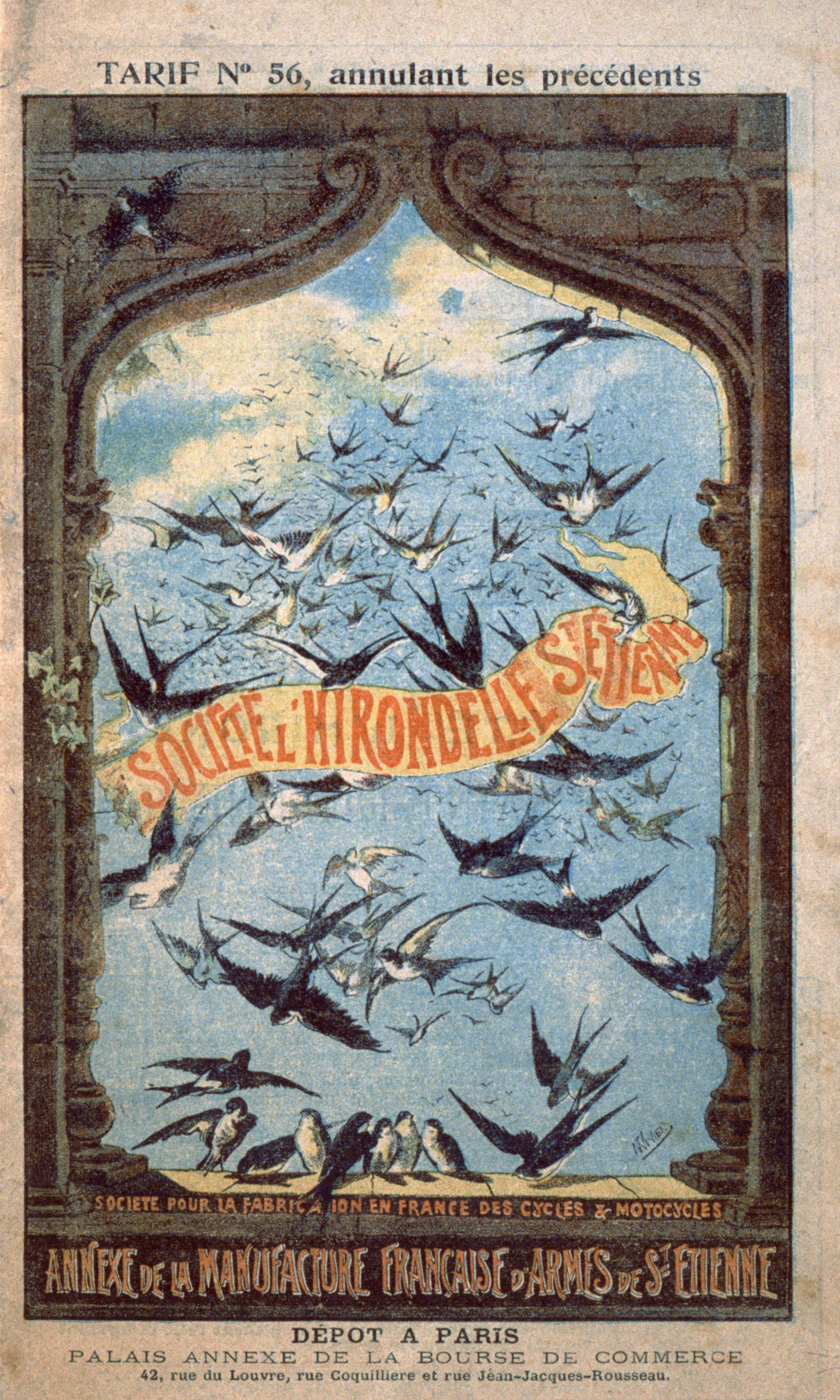
Affiche de la société Hirondelle.

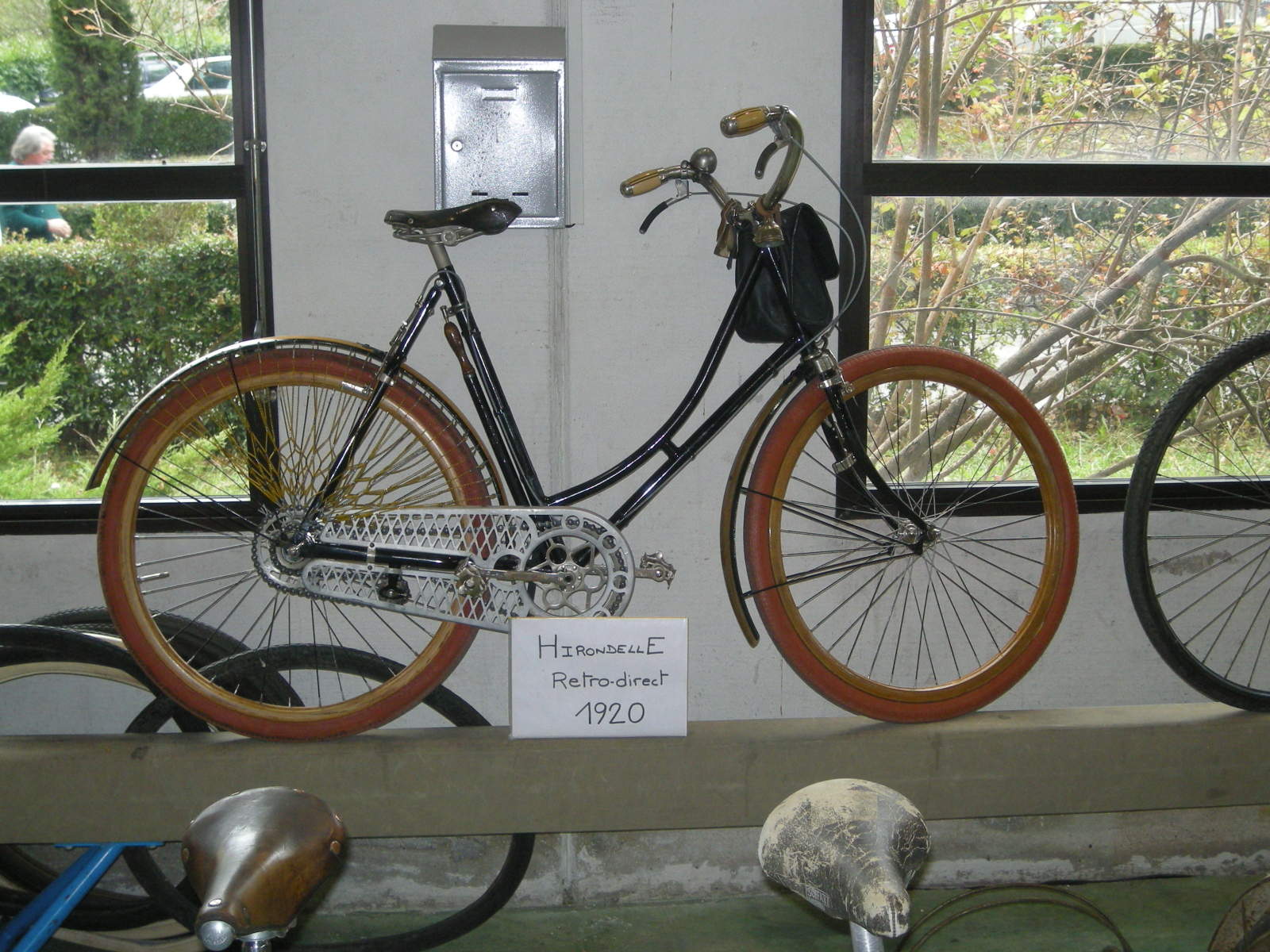
Un modèle Hirondelle de 1920.

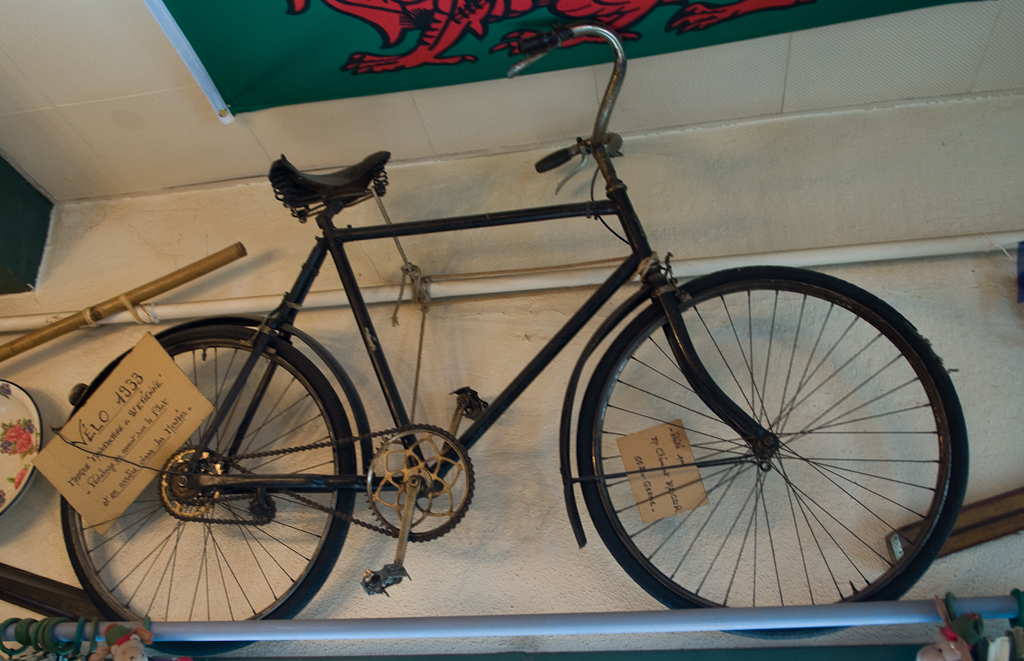
Un modèle monté en « rétro-direct ».

Hirondelle est une marque française de bicyclettes fabriquées à Saint-Étienne par la société Manufrance. Elles furent commercialisées des années 1900 aux années 1960. Des motocyclettes Hirondelle furent également fabriquées par Manufrance dans les années 1950.
Les vélos Hirondelle ont notamment été utilisés par les brigades cyclistes de la police de Paris au XXe siècle jusqu'en 1984. Par métonymie, le terme « hirondelle » a désigné ces agents cyclistes. Ce surnom leur vient aussi de la silhouette d'oiseau que leur donnait leur pèlerine flottant dans le vent.
Une bicyclette Hirondelle apparaît dans le film Le Dernier Empereur aux mains du jeune empereur de Chine Puyi, offerte par son précepteur Reginald Johnston, personnage incarné par Peter O'Toole.
Jean Gabin fait référence à une bicyclette Hirondelle au début du film Les Vieux de la vieille.
La marque Hirondelle a été rachetée à Manufrance en 1990 par Pierre-Marie Vidal. Elle est exploitée depuis.
Le modèle à « rétro-direct » (pédalage inversé) permettait de disposer de deux développements. Le pédalage inversé offre un développement plus petit que le pédalage direct ; sans dérailleur, on dispose de deux vitesses. Le pédalage inversé était utilisé en montée.
Elle est l'œuvre des frères Gauthier.